# Bestand
En bestand er en population af dyr. Bestanden er altså det samlede antal af individer inden for en bestemt art, som lever på et afgrænset område. Eksempelvis: bestanden af vildsvin (Sus scrofa) i Sønderjylland.